# شنودة رئيس المتوحدين
الأنبا شنودة رئيس المتوحدين مؤسس الحضارة القبطية وزعيم الثورة القبطية الحضارية والفكرية سمي بأبو القبط أو أبو المصريين، وهو يُعتبر أهم شخصية تمثل رهبنة الشركة في مصر بعد القديس باخوميوس بل أعظم شخصية مصرية في العصر القبطي بأسره. دُعي «أرشمندريت» أي رئيس المتوحدين، لأنه كان يمارس حياة الوحدة من حين إلي آخر. لقد شجع بعض رهبانه علي الانسحاب إلي البرية بعد سنوات قليلة من ممارستهم حياة الشركة، دون قطع علاقتهم بالدير تمامًا. بينما رأي القديس باخوميوس في «الشركة» ذُروة السموّ الرهباني، أما القديس شنوده فيراها مرحلة انتقالية تُعد النفوس الناضجة لحياة المتوحدين الأكثر نسكًا. كان رئيسًا للدير الأبيض في أدريبه في صحراء طيبة، لأكثر من 56 عامًا (القرن الرابع/الخامس). قاد حوالي 2200 راهبًا و1800 راهبة، كما أخبرنا تلميذه وخلفه القديس ويصا. في سنة 431م.
رافق القديس الأنبا شنوده القديس كيرلس الكبير في مجمع أفسس المسكوني. لم يقبل في ديره أجنبيًا ليلتحق بجماعاته الرهبانية، بل كان جميع رهبانه من المصريين. لهذا عزف كثير من الأوربيين ذكر اسمه في الفترة الخاصة بآباء البرية، كما لم يترجموا شيءًا من أعماله علي مدي قرون طويلة.

## صبوته
«شنوده» هو الشكل الصعيدي لاسم القديس رئيس المتوحدين الذي عاش في الصعيد. لم يستعمل غير اللهجة المصرية الصعيدية في كتاباته وخطبه وحديثه اليومي، أما الشكل البحيري لاسمه فهو شانودي ومعناها خادم الله أو المكرّس للّه. وُلد شنوده من أبوين مسيحيين تقيين، ربّيا ابنهما على المبادئ المسيحية المُثلى، وكان لوالده حقل يشتغل فيه مع فلاحيه، كذلك كان يملك قطعانًا من الغنم، فرأى أن يدرّب ابنه على العمل منذ حداثته، فأرسل شنوده ليرعى الغنم وهو لم يتجاوز العاشرة من عمره
وكان الصبي يُلازم الرعاة طيلة النهار ويعطيهم طعامه الخاص بدلاً من أن يأكله، وعند غروب الشمس بدلاً من أن يعود لأبويه مباشرة، كان يقف إلى جانب بئر ويصلي حتى ساعة متأخرة من الليل. مع خاله بيجول إذ علم والده بمسلكه هذا استصحبه إلى خاله الراهب المعروف الأنبا بيجول، ولما وصل الاثنان إلى الدير قال له والد شنوده: «بارك يا أبي هذا الصبي»، ولكن الأنبا بيجول أخذ يد شنوده ووضعها على رأسه قائلاً: «أنا الذي يجب أن ينال البركة من هذا الصبي لأنه إناء مختار للسيد المسيح، الذي سيخدمه بأمانة كل أيام حياته».
فلما سمع أبو شنوده هذه الكلمات تطاير قلبه فرحًا واستودع الولد خاله، فنشأ شنوده منذ صباه في دير خاله، ومنه اقتبس كل الفضائل المسيحية. ظلّ شنوده يجاهد في سبيل الكمال الروحي بالصوم والصلاة والصبر والتواضع، وكان نشيطًا يؤدي جميع الواجبات الرهبانية المفروضة عليه بهمة نادرة، وكان خاله يرقبه باهتمام زائد ويفرح لنموه السريع في العلم والفضيلة
وازداد فرحه بسبب ما رآه في رؤى الليل، فقد سمع ملاك الرب يقول له: «البس الراهب الشاب شنوده الإسكيم المقدس»، فقام في الصبح باكرًا جدًا وصلى صلاة الإسكيم المقدس ومنطقه به. وخلال هذه السنوات عاش شنوده في الدير الأحمر حيث كان خاله أبًا للرهبان، ولما رأى شنوده أنه نال كرامة الإسكيم ضاعف جهوده وأمعن في دراسة الأسفار الإلهية، ولم يقتصر على دراستها لنفسه بل أخذ يُعلّمها للرهبان والمدنيين الذين كانوا يفدون على الدير لوفاء ما عليهم من نذور، فكان يجمعهم حوله ويُعلّمهم مثبّتًا إياهم على الإيمان الأرثوذكسي.
في أحد الأيام سمع الرهبان الشيوخ صوتًا يقول: «لقد أصبح شنوده أرشيمندريت» (أي رئيسًا للمتوحدين)، وكانت غيرة شنوده المتقدة وقداسته الفائقة والاستعلانات الإلهية العديدة التي منحها له الآب السماوي سببًا في اجتذاب عدد وفير من الناس إليه، جاءوا ليعيشوا معه تحت رعايته وليتعلموا منه الفضائل المسيحية. فلما انتقل الأنبا بيجول إلى بيعة الأبكار انتخبوا شنوده خلفًا له.

## نظامه الرهبانى
مع أن الأنبا شنوده اتبع نظام الرهبنة السائد في مصر إلا أنه وضع خطة يسير عليها رهبانه، بها بعض الاختلافات تتعلق بنظام طالبي الرهبنة، ونظام الإدارة، وقانون العبادة، والاهتمام بالتعليم والعمل اليدوي، ونظام العزلة جامعًا بذلك بين الرهبنة الأنطونية والرهبنة الباخومية. يختلف نظام الشركة الذي أقامه القديس شنوده عن النظام الباخومي، فقد اتسم بحزم أشد، وتتلخص خطوطه الرئيسية في النقاط التالية:
-1- يقضي طالب الرهبنة فترة اختبار في بيوت خارج أسوار الدير وليس داخلها كما في النظام الباخومي. ويكتب طالب الرهبنة تعهدًا يوقع عليه قبل رهبنته، ويتلوه أمام الاخوة داخل الكنيسة، ويحفظ هذا التعهد في أرشيف الدير.
-2- كان كل دير يديره أب، هذا بدوره يخضع للأرشمندريت كأب لكل الأديرة. وتقام أربعة اجتماعات عامة لكل الرهبان سنويًا، يحضرها أيضًا المتوحدون، وذلك لمناقشة أوضاع هذه الأديرة.
-3- من جهة العبادة، تتلو كل جماعة من الرهبان صلوات قصيرة قبل البدء في أعمالهم. وتتكون الصلوات الخاصة من المزامير والتسابيح الكنسية، تُتلي في القلالي بإرشاد الأب الروحي، أما الصلوات الجماعية فيجتمع الرهبان أربع مرات لهذا الغرض: في الصباح وعند الظهر وعند الغروب وبالليل. يجتمعون وينصرفون في هدوء كامل، لا يفكرون إلا في الصلوات التي يتلونها. بجانب هذه الصلوات تقام ليتورجيا الافخارستيا أسبوعيًا.
- كان يُسمح للعائلات وكل الشعب المحيط بالأديرة أن يزوروا الأديرة في السبوت للتمتع بخدمة «العشية» وسماع العظة، كما يشتركون في القداس الإلهي مع الرهبان في أيام الآحاد. وكان الرهبان يقدمون الطعام للجماهير، وكان القديس أنبا شنوده يعظهم بنفسه. أنشأ مدرستين في الدير الأبيض، وشجع الرهبان علي التعلم، إذ آمن أن التعليم هو السلاح الفعال ضد العادات الوثنية، كما شعر بالمسئولية نحو تأسيس مدارس في القرى المجاورة.

## خدمته للكنيسة
- عاش الأنبا شنوده في عصر يتأجج بنيران الأحداث: ففيه انعقدت ثلاثة مجامع هي مجمع أفسس المسكوني الثالث، الذي حضره مصاحبًا للبابا كيرلس عمود الدين، ومجمع أفسس الثاني ومجمع خلقيدونية الذي شق الكنيسة المقدسة، وفيه أيضًا زالت الوثنية نهائيًا، بعد أن حاول الإمبراطور يوليانوس الجاحد عبثًا أن يعيدها إلى الوجود، وفيه أيضًا تحققت القومية المصرية، إذ وقف المصريون جميعًا كتلة واحدة ضد الملكية الدخلية ولم يرضوا بها حتى عندما اصطبغت بالصبغة الدينية. قائد كنسي سياسي (ضد الاستعمار البيزنطي).

## خدمته للعالم
- مع أن القديس الأنبا شنوده كان شغوفًا بالعُزلة منذ صباه إلا أنه شاطر العالم حياته، إذ كان يرقب الأحداث والتقلبات السياسية بدقة واهتمام، مدركًا أن التلميذ المخلص للمسيح هو من يوصل رسالته إلى غيره من بني الإنسان. وحين جال ببصره حوله رأى بني قومه يرزحون تحت أثقال من العبودية المرة: عبودية الأوهام ومخاوف توحيها إليهم الوثنية، وعبودية للحكام البيزنطيين الذين كانوا يمتصون دماء الشعب الكادح ويسلبهم عرق جباههم، صمم على أن يكرّس لتحريرهم.
- بدأ بتحريرهم من مخاوفهم بأن بيّن لهم أن العناية الإلهية تقيهم كل أذى، وقرن تعليمه بالعمل، فكان يُطعم الجائع، ويكسو العريان، ويداوي المريض، ويأوي الغريب. وفوق هذا كله فقد كان يذهب بنفسه مع المظلوم من المصريين إلى ساحة القضاء ليترافع عنه شخصيًا، فإن لم يفلح في إقرار العدالة توجه بالشكوى إلى الإمبراطور رأسًا، ولم يهدأ له بال حتى ينال المظلوم حقّه. في اجتماع عام أثار الجمهور بقوله: [قلوب الحكام المملوءة شرًا وخداعًا وظلمًا وطمعًا. لهم هدف واحد هو جمع المال علي حساب الفقراء الذين هم الضحية. من يقدر أن يحصي الأتعاب التي يلاقيها الشعب من هؤلاء الحكام؟ فإنني أعرف بعضًا لم يجدوا طعامًا ليأكلوا هم وحيواناتهم أظن أنهم يريدون أن يقيموا من المصريين عبيدًا لهم، يضعون النير علي أكتافهم.].

## الأنبا شنوده واللغة القبطية.
- لما كان الله قد حباه المقدرة على الكتابة والخطابة فقد استخدم هذه الموهبة ليستثير روح القومية في الشعب، فكان لا يخاطب الجماهير إلا باللغة القبطية بلهجتها الصعيدية، وبهذا اللسان المصري الصميم ألهب صدورهم حماسة، وأيقظ وعيهم القومي وجعلهم يدركون ما في مصريتهم من كرامة. وكانت هذه النار التي أوقدها الأنبا شنوده هي القوة الدافعة، التي مكّنت المصريين من أن يقفوا أمام وجه حكامهم المستعمرين، تلك الوقفة الحاسمة في مجمع خلقيدونية المشؤوم، حيث رفضوا أن يحنوا هامتهم للإمبراطور مركيان، حين زعم أنه يستطيع أن يفرض عليهم مذهبه الخلقيدوني، الذي يخالف عقيدتهم الأرثوذكسية التي تعلموها من آبائهم.

## أب روحى
- ترتبط العبادة عند القديس شنوده بالحياة الاجتماعية. فالدين هو حب عملي وتقوي لهذا لم ينعزل القديس شنوده ورهبانه الآلاف عن المجتمع المصري. نذكر على سبيل المثال عندما أغار الغزاة علي صعيد مصر وسبوا الآلاف من الشعب، قابل الغزاة وأقنعهم أن يأخذوا كل الغنائم ويتركوا النفوس. ثم فتح ديره للمسببين البالغين آلافًا من النفوس ليستقروا هناك لمدة ثلاثة شهور. كرّس الرهبان وقتهم لخدمتهم. وقام سبعة من الأطباء الرهبان بتضميد الجروح. خلال هذه الفترة مات 94 شخصًا دُفنوا بالدير، بينما وُلد بالدير 52 طفلاً. أكلت الجماهير 8500 أردبًا من القمح مع كميات ضخمة من العدس والزيت والفول ... بهذا يمكننا أن نتصور عدد الضيوف الذين عاشوا في الدير هذه المدة الطويلة. وكيف آمن الرهبان بالحب العملي كأهم من أي قانون أو تدبير رهباني فلهذا لقب بأبو المصريين ويذكر التاريخ أنه لم يعشق شخص بلده مصر مثل شنودة، حيث انه كان عالما بكل عادات وثقافات شعبه القديمة والحديثة وكان متقنا لكل لهجات المصريين من صعيدية وبحرية وفيومية واخميمية، فضلا علي كونه عالما بكل ديانات وطقوس ولغة اجداده الفرعونية .

## الأنبا شنودة وأديرة الراهبات
- لم يكن الأنبا شنوده أبًا للعديد من الرهبان فحسب، بل كان أبًا لألف وثمانمائة راهبة أيضًا، وقد كتب لهؤلاء الراهبات رسائل عديدة الغرض، منها تعليمهن وإرشادهن وتثبيتهن على الإيمان القويم. ومع أنه كان أبًا لهذا العدد الوفير من الرهبان والراهبات إلا أنه ظل يمارس حياة العزلة باستمرار، ولذلك تأهّل لأن ينال لقب «رئيس المتوحدين»، فكان يقضي بعضًا من الوقت في كل سنة منقطعًا بمفرده، ولم يكن أحد يجرؤ على الاقتراب منه أثناء هذه العزلة. قد عاش الأنبا شنوده حتى بلغ الثامنة عشرة بعد المائة، قضى ستة وستين عامًا منها رئيسًا لبضعة أديرة، بعضها للرهبان وبعضها للراهبات، وقد منحه الله مع هذا العمر الطويل الصحة والعافية، فظل طيلة حياته يعمل بلا هوادة منذ أن تسلم قيادة الدير الأحمر عن خاله الأنبا بيجول، كما نجح بجهاده المتواصل وهمته في أن يثبت نظام أديرته، وأن يسلم الشعلة وهّاجة إلى تلميذه ويصا، كذلك نجح نجاحًا باهرًا في أن يوقظ في مواطنيه عاطفتهم نحو بلادهم.

## روابط خارجية
- شنودة رئيس المتوحدين على موقع الموسوعة البريطانية (الإنجليزية)